# Боярский, Юрий Иванович
Ю́рий Ива́нович Боя́рский (укр. Юрій Іванович Боярський; 28 ноября 1960, Лиман, Сталинская область, Украинская ССР, СССР) — украинский политик, депутат Верховной рады Украины 7 созыва от Партии регионов.

## Биография
Юрий в 1978 году окончил среднюю школу. В 1983 году окончил Донецкий политехнический институт, по специальности — экономика и организация машиностроительной промышленности, получив квалификацию — инженера-экономиста. С 1983 года по 1985 год работал в Краматорске на станкостроительном ПО. В 1986 году трудился в Центре научной организации труда Министерства тяжёлого машиностроения СССР.
В августе 1986 года начал работать инженером-экономистом электросталеплавильного цеха Новокраматорского машиностроительного завода, где работал до марта 1993 года. После этого, стал заместителем главного бухгалтера Новокраматорского завода, в этой должности работал до февраля 2001 года. В феврале 2001 года стал заместителем генерального директора по коммерческим вопросам в Новокраматорском заводе.
В 2002 году избран депутатом Краматорского городского совета 4 созыва, затем переизбирался в 5 и 6 созывы. В 2009 году получил почётное звание «Заслуженный экономист Украины». В 2011 году назначен главой постоянной комиссии по вопросам социально-экономического развития, планирования, бюджета, финансов и внешнеэкономической деятельности. В январе 2007 года стал главным бухгалтером Новокраматорского завода. В 2011 году защитил диссертацию по специальности «Бухгалтерский учёт и аудит» и получил ученую степень кандидата экономических наук. 11 июня 2012 года стал заместителем генерального директора Новокраматорского завода по финансам и корпоративному управлению.
Благодаря протекции Георгия Скударя, директора Новокраматорского машиностроительного завода и трижды народного депутата Украины, Боярский не будучи популярным политиком в Краматорске баллотировался в Верховную раду. На парламентских выборах 28 октября 2012 года Боярский баллотировался от Партии регионов по одномандатному избирательному округу №48. По итогам голосования он набрал 55,12% голосов, опередив своего ближайшего соперника Максима Городенского от Коммунистической партии Украины, который набрал всего 12,30% голосов.
В Верховной раде Боярский входит в комитет по вопросам промышленной и инвестиционной политики, а также является членом групп по межпарламентским связям с Австрией, Бельгией, Бразилией, Германией, Канадой, Россией, Польшей, Словакией, Сингапуром, Соединёнными Штатами Америки. Внёс 6 законопроектов, однако не один из них не стал действующим актом. Боярский был уличён в нарушении личного голосования.
На досрочных парламентских выборах 2014 года по одномандатному избирательному округу №48 проиграл самовыдвиженцу Максиму Ефимову, набрав 31,1% голосов.

## Личная жизнь
Юрий Боярский женат на Елене Геннадиевне (1960 г.р.), которая работает на Новокраматорском заводе начальником планово-экономического бюро. Сын — Сергей (1981 г.р.). По данным декларации поданной Боярским в 2011 году он заработал за год 1 миллион 800 тысяч гривен. Владеет машиной Mazda CX-7 2008 года.